# Torre de la Plata
La Torre de la Plata és una torre de defensa del segle xiii, situada al carrer Santander de Sevilla, declarada Bé d'Interès Cultural.

## Història
Construida pels almohades per a protegir la ciutat, amb l'arribada dels cristians, amb el rei Ferran III de Castella, se l'anomenà torre de la Victòria. En temps d'Alfons X era també coneguda com a torre dels Azacanes. Al segle XVII va ser parcialment ocultada per la construcció d'una sèrie d'habitatges segons el projecte de l'arquitecte italià Vermondo Resta. Va ser restaurada parcialment el 1992 i el 2022 s'endegà la restauració completa.

## Descripció
Torre de planta octogonal que s'unia per un llenç de la muralla de la ciutat (part del qual va ser derrocat el 1821) a la Torre del Oro, amb una torre intermèdia més petita. Es compon de dues plantes, la inferior destinada a aljub i la planta principal disposa d'una escala interior que dona accés a la coberta superior, tancada per un ampit amb merlets.
Probablement a l'origen els paraments de la torre van estar coberts per un arrebossat emblanquinat, d'aquí el nom de Torre de la Plata amb què sempre s'ha conegut aquesta talaia.